# Biserica Sfântul Ștefan din Veneția
Biserica Sfântul Ștefan (în italiană Chiesa di Santo Stefano) este o biserică mare de la capătul de nord al Campo Santo Stefano din Veneția. Ea a fost fondată în secolul al XIII-lea, reconstruită în secolul al XIV-lea și modificată din nou la inceputul secolului al XV-lea, când s-au adăugat ușa de intrare în stil gotic și acoperișul navei. Interiorul înalt este gotic și are trei abside.
Santo Stefano este biserică parohială a unei dintre parohiile din Vicariatul San Marco-Castello. Celelalte biserici ale parohiei sunt San Samuele, San Maurizio, San Vidal și Oratoriul San Angelo degli Zoppi.

## Istoric
Mănăstirea și biserica gotică a Sfântului Ștefan au fost fondate în 1294. Lăcașul de cult a fost reconstruit în secolul al XIV-lea și  modificat în secolul al XV-lea în timpul construcției portalului și a acoperișul în formă de chilă. A fost construit de un ordin cerșetor: călugării augustinieni. Exteriorul este sobru, chiar auster, trăsături regăsite în mai multe sanctuare ale ordinelor de călugări cerșetori din acea perioadă.

## Descriere

### Exterior
Fațada bisericii Sfântul Ștefan conține un portal mare în stil gotic construit între 1438 și 1442 și atribuit lui Bartolomeo Bon.
Campanila bisericii, mai veche decât restul clădirii, are un plan pătrat. În partea de sus, o încăpere cu trei arcade este surmontată de un tambur octogonal. Ca și multe alte clopotnițe din laguna Veneției, ea este puternic înclinată; acest înclinare nu prezintă un risc deosebit, dar este totuși monitorizată constant. Există, de asemenea, un mic zid clopotniță (campanile a vela) în stil gotic, vizibil din Campo Santo Stefano.
Multiplele conflicte cu localnicii i-au determinat pe călugări să realizeze o orientare particulară a clădirii, care are partea sa laterală și nu fațada în Campo Santo Stefano. Din același motiv absida bisericii este construită pe un pod sub care trece Rio del Santissimo di Santo Stefano.

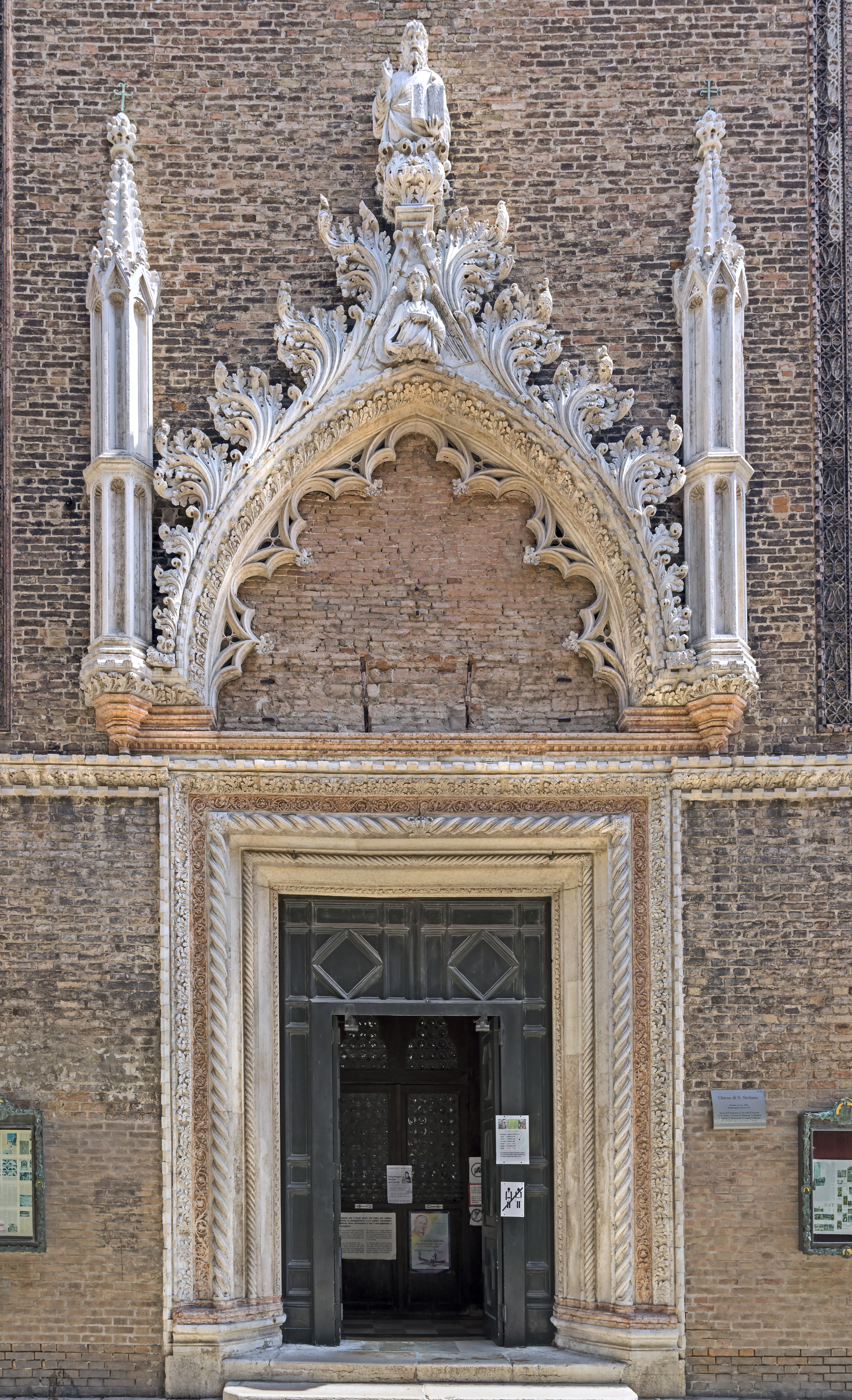
Portal și atribuit lui Bartolomeo Bon.
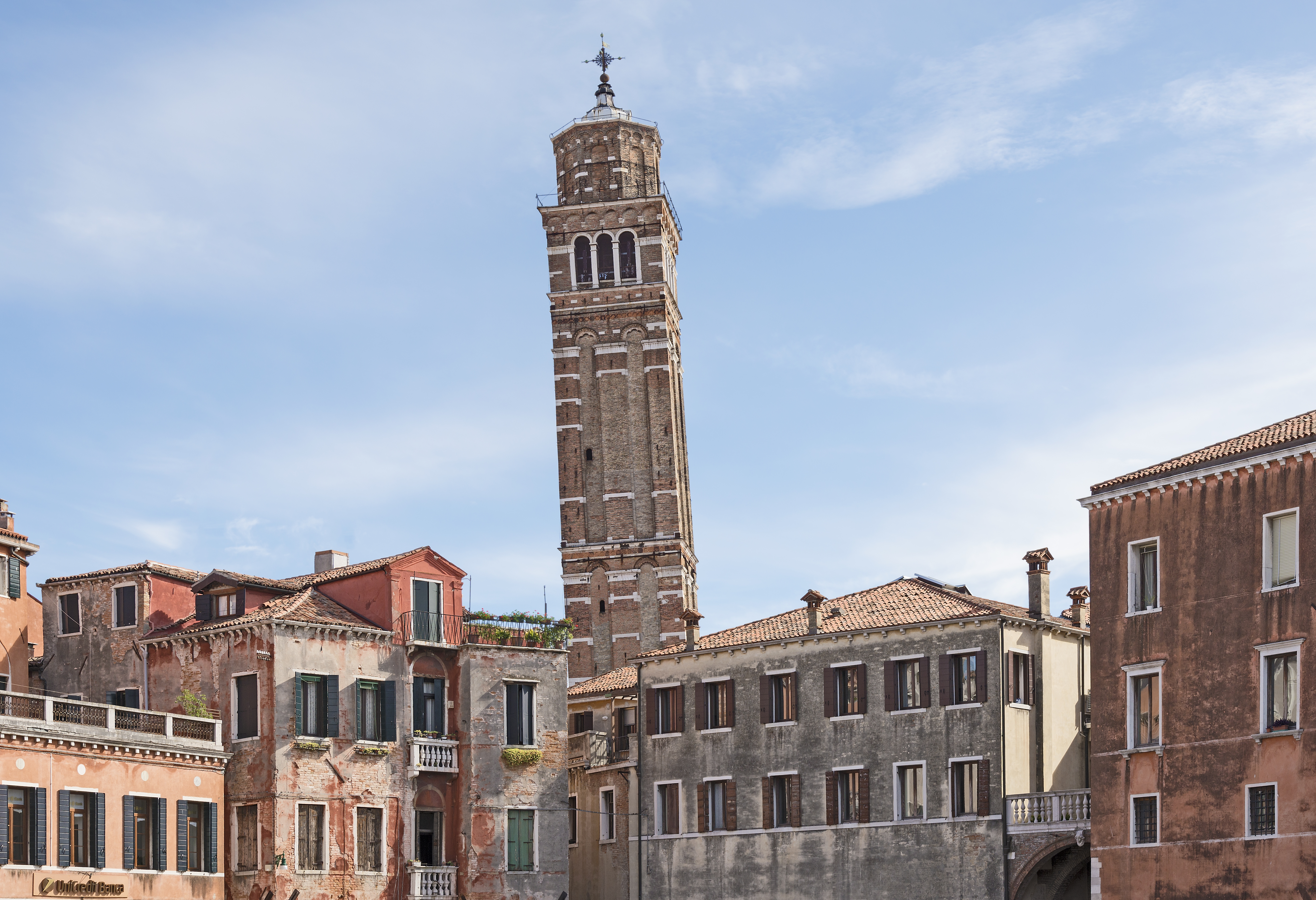
Imagine a campanilei Santo Stefano, punând în evidenţă înclinarea acesteia.
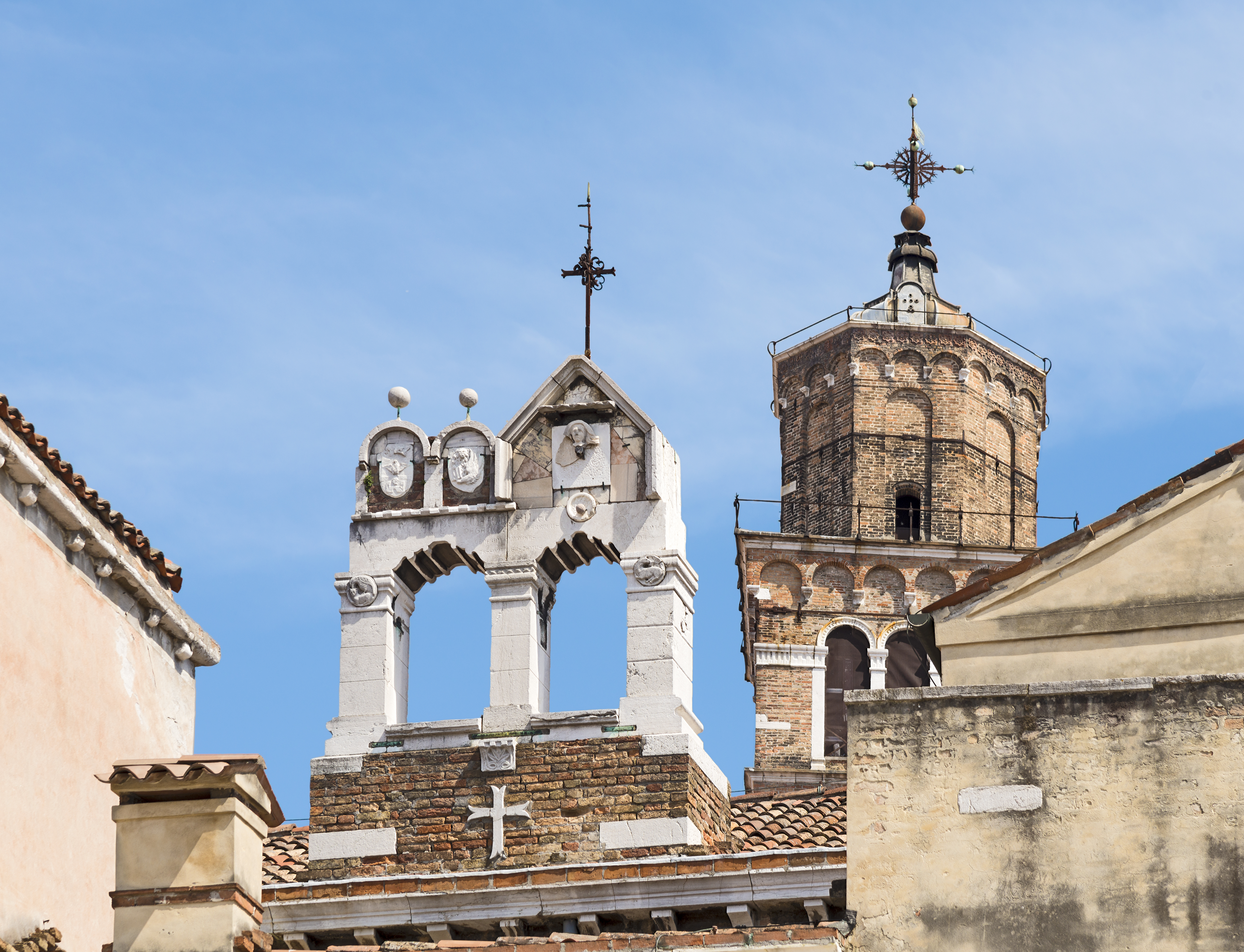
"Campanile a vela"
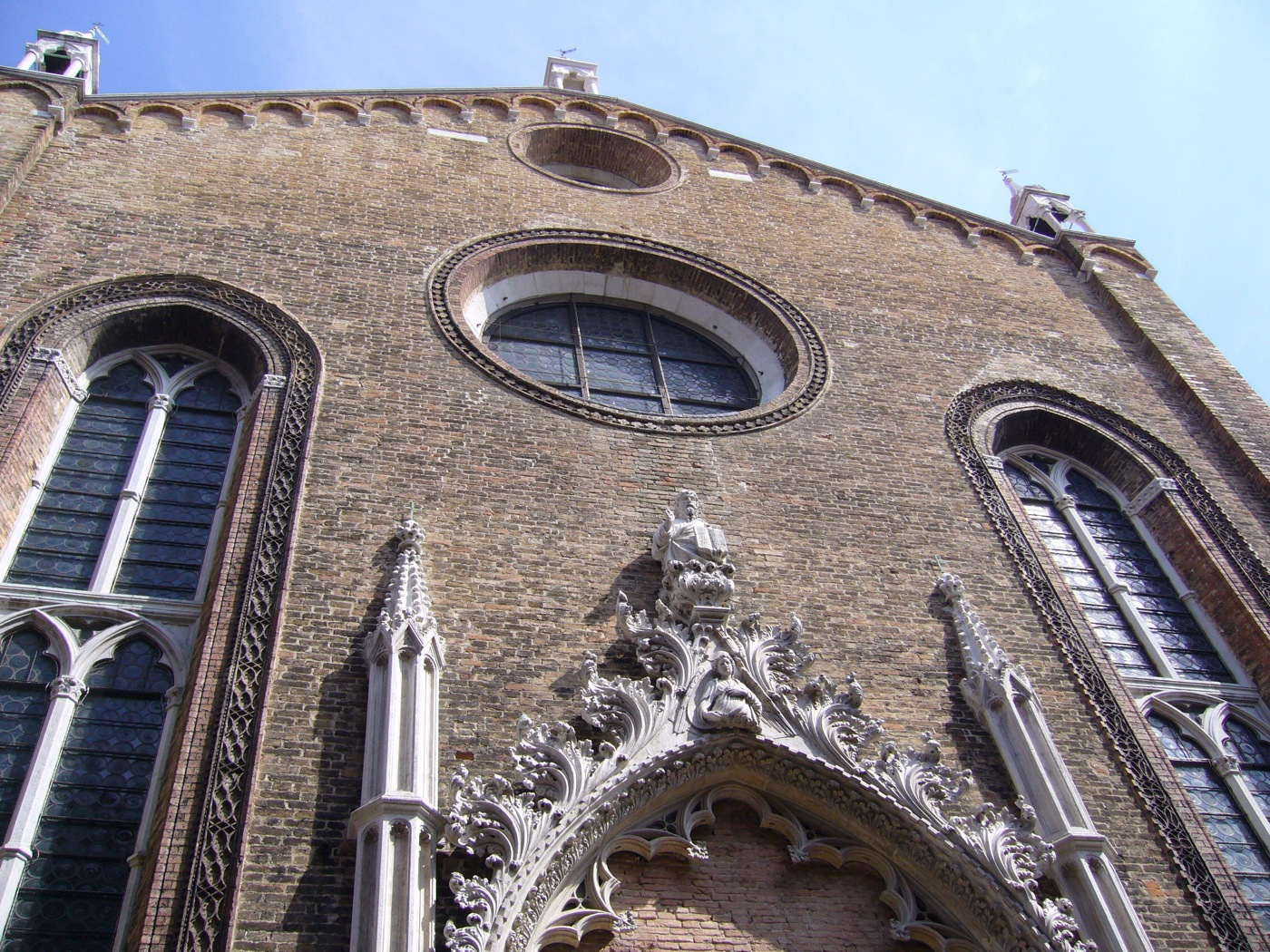
Detaliu de pe faţada bisericii Sfântul Ştefan
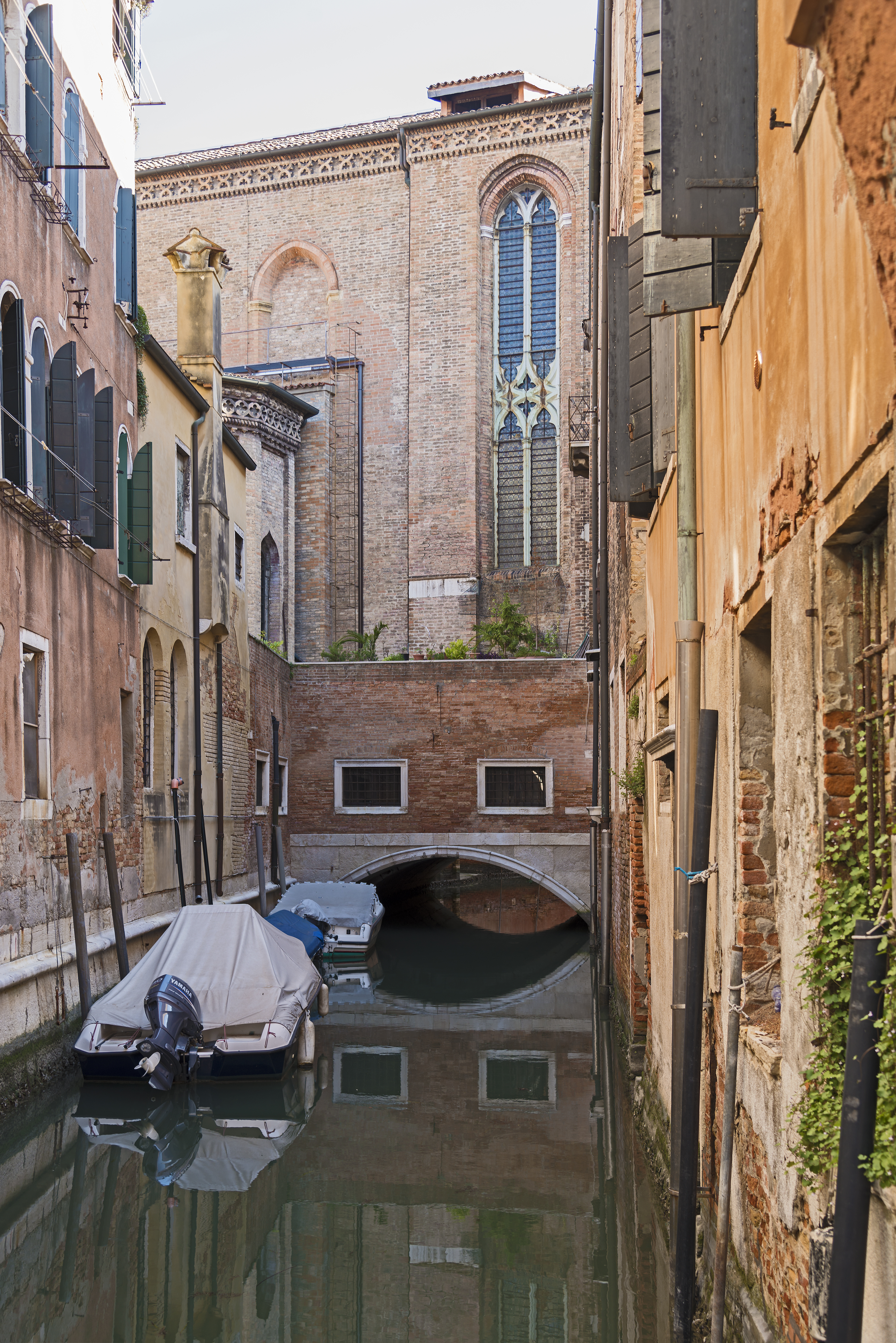
Podul de sub absidă
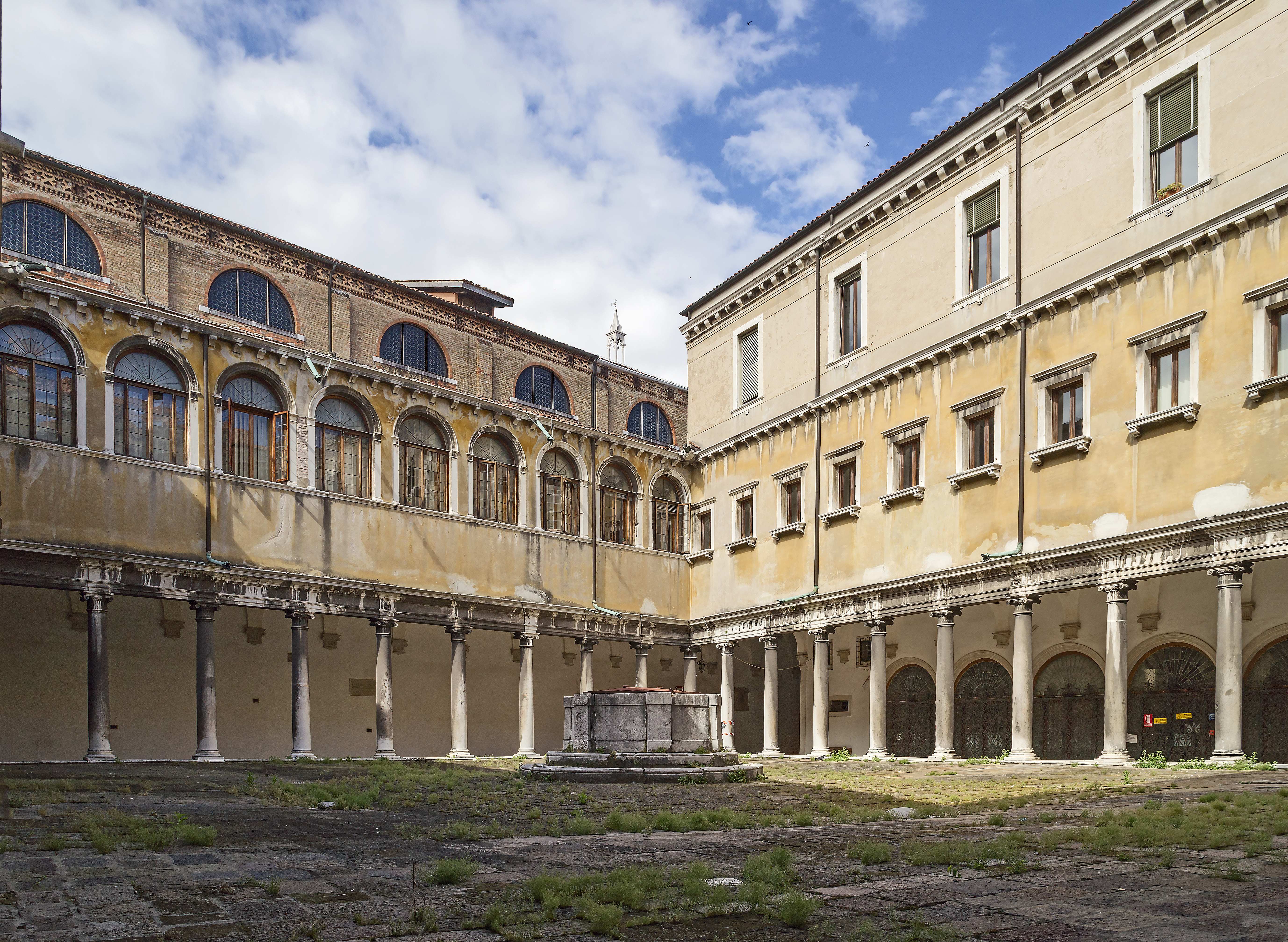
Principalul mănăstire

### Interior
Plafonul bisericii are o structură în formă de chilă de navă, fiind susținut de grinzi sculptate și coloane din marmură de Verona.
Biserica Sfântul Ștefan conține numeroase opere de artă, printre care unele ale următorilor artiști:
- Antonio Canova (stela comemorativă a lui Giovanni Falier în baptisteriu)
- Pietro Lombardo (mormântul lui  Giacomo Surian)
- Tullio Lombardo (două statuete de marmură în sacristie care-i sunt atribuite)
- Tintoretto (Agonie în grădină, Cina cea de Taină și Spălarea picioarelor ucenicilor, toate în sacristie)
- Paolo Veneziano (a pictat Crucifixul din sacristie)
- Bartolomeo Vivarini (Sf. Laurențiu și Sf. Nicolae din Bari în sacristie)

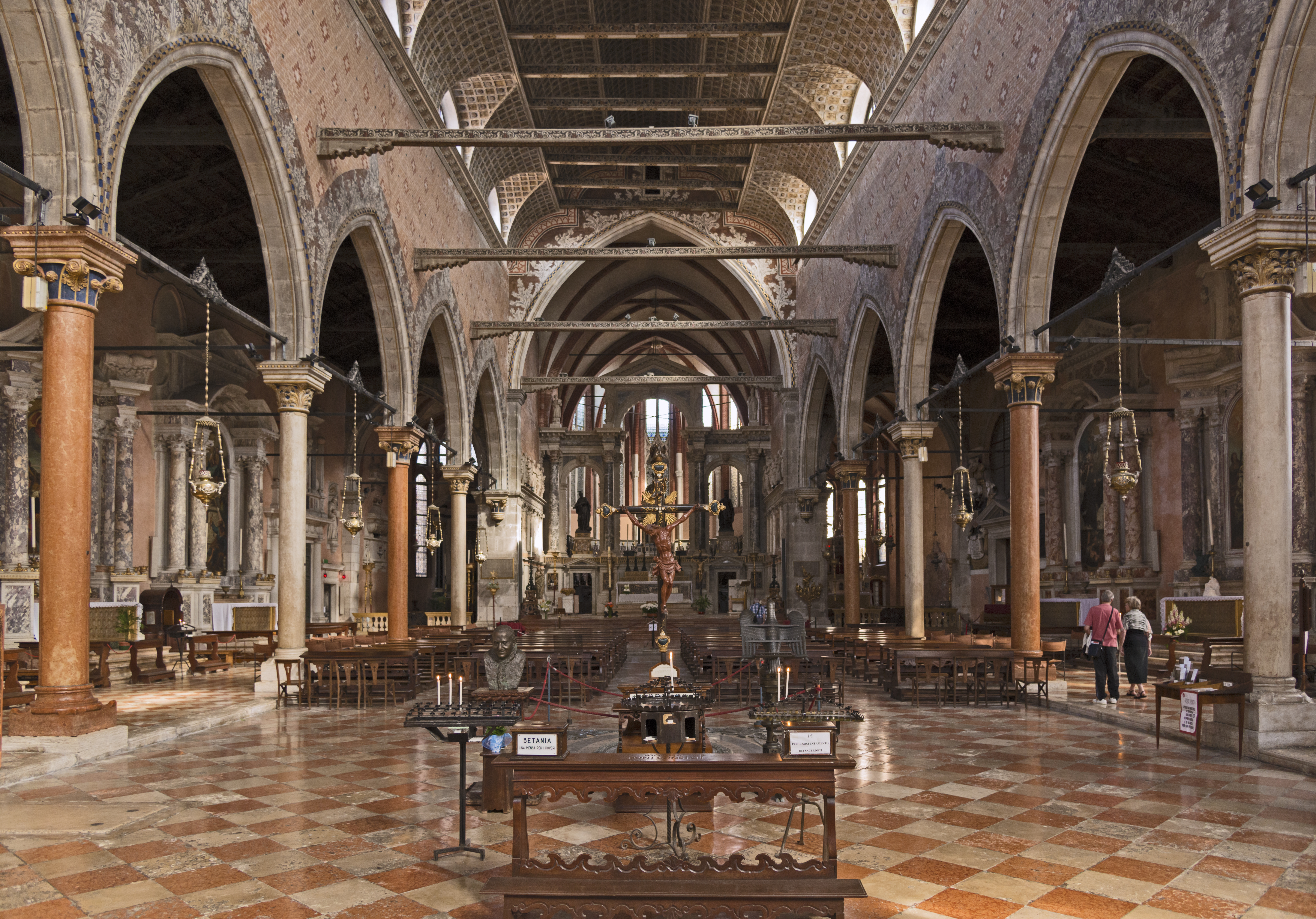
Interior
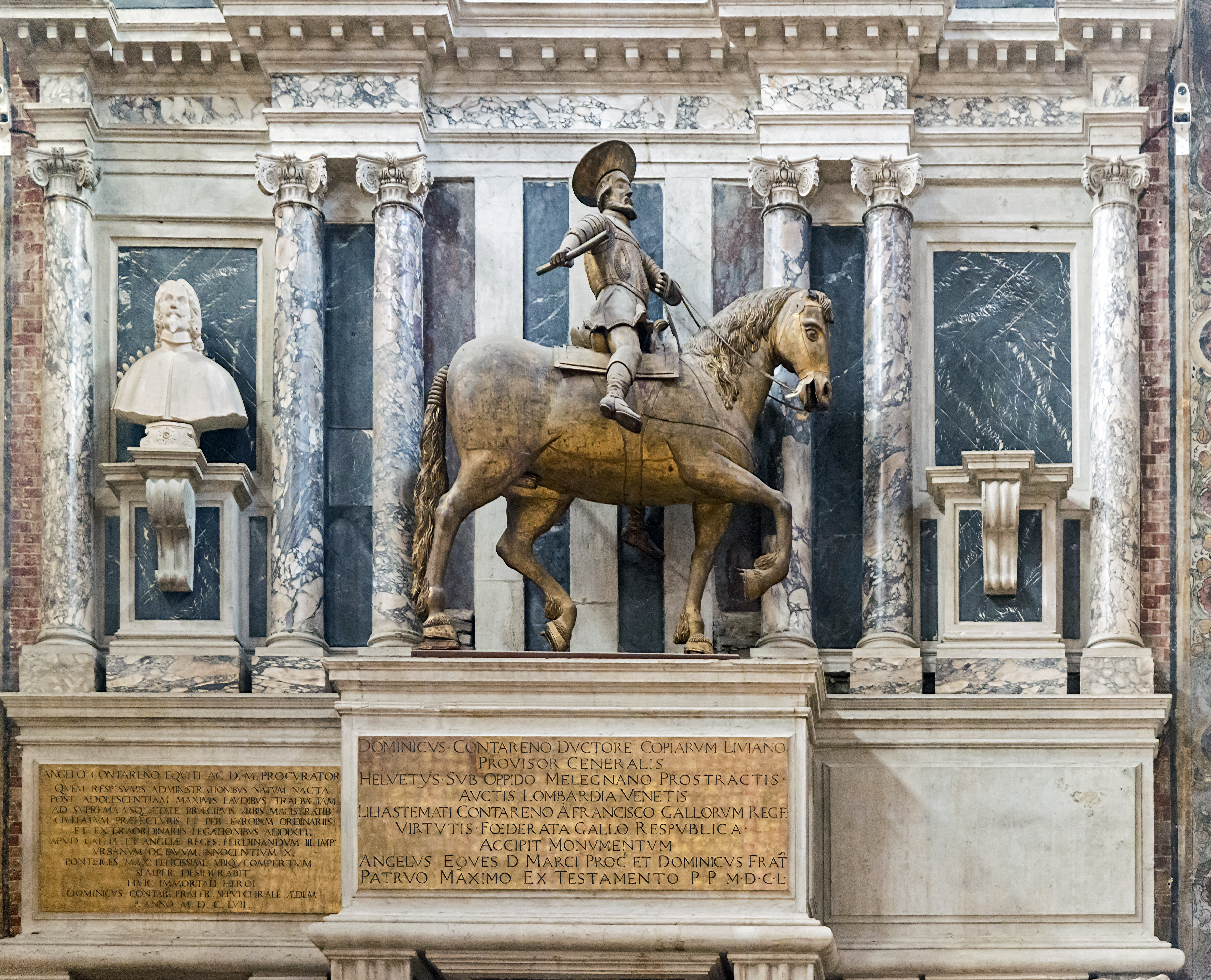
Mausoleul lui Contarini
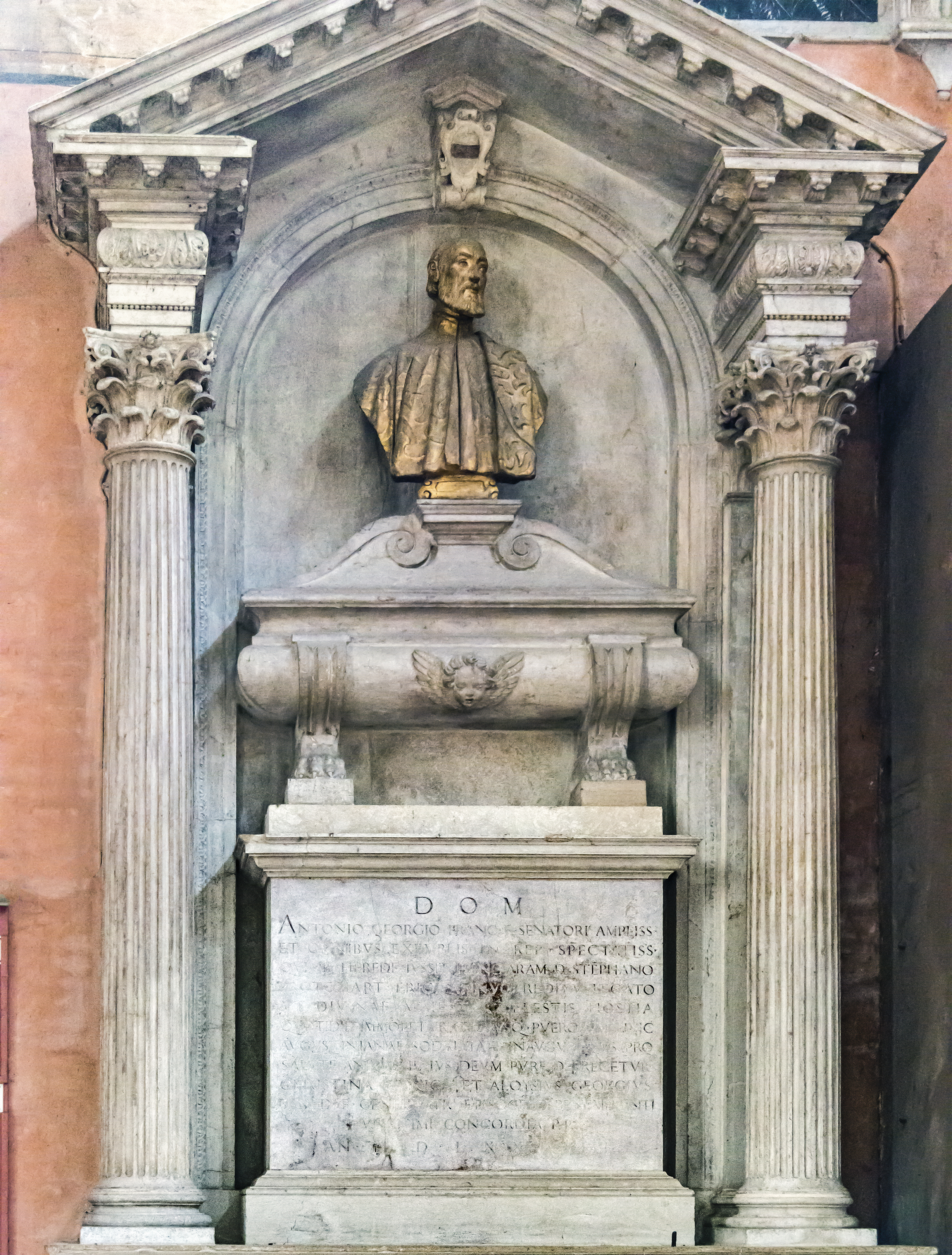
Monumentul Antonio Zorzi
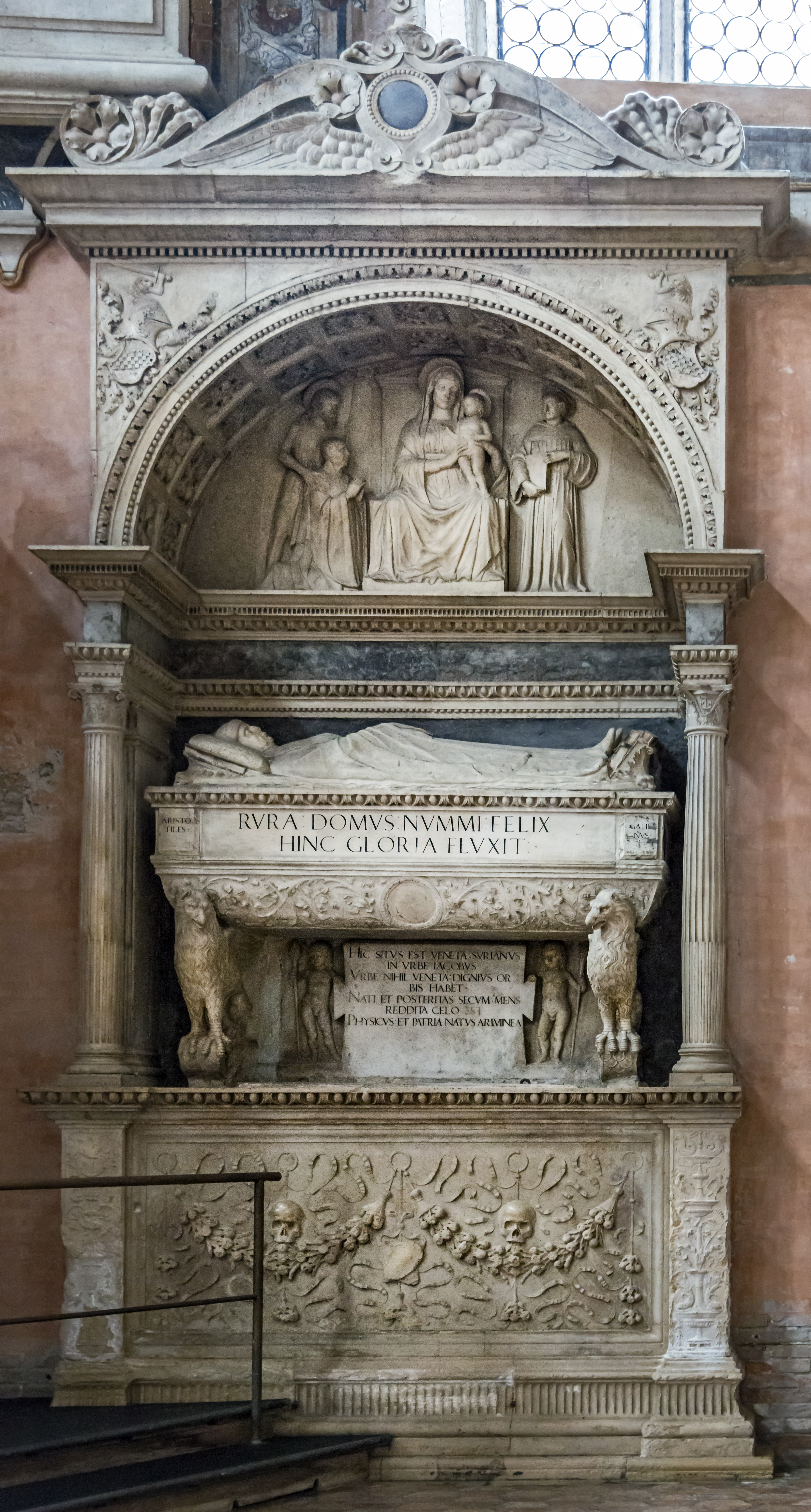
Monumentul Giacomo Surian
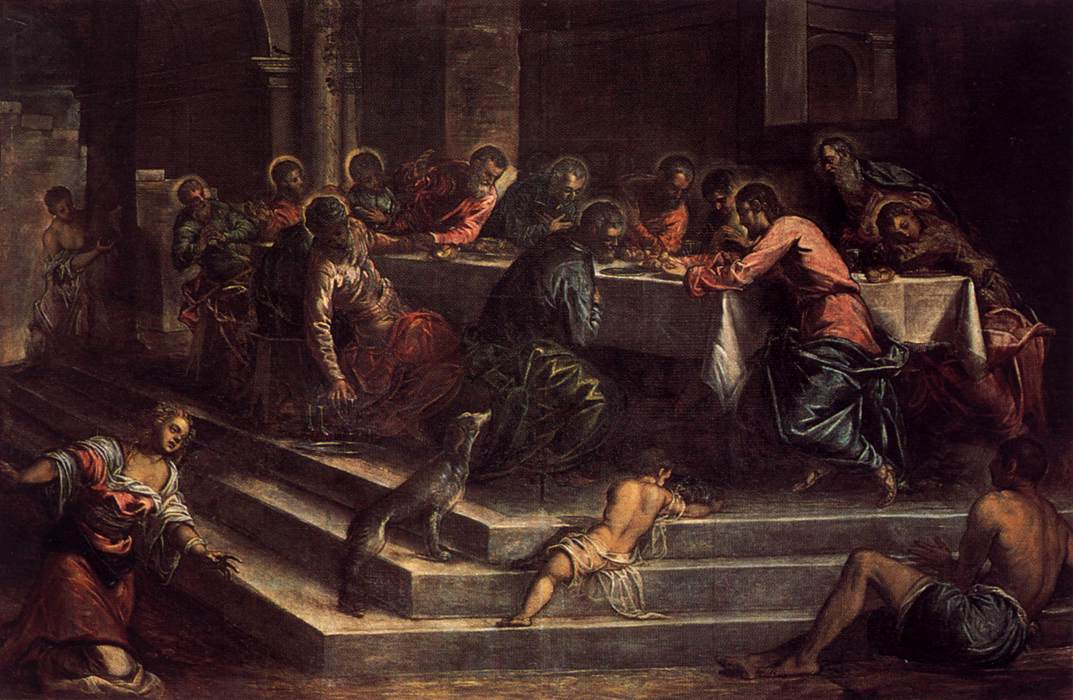
Cina cea de taină de Tintoretto
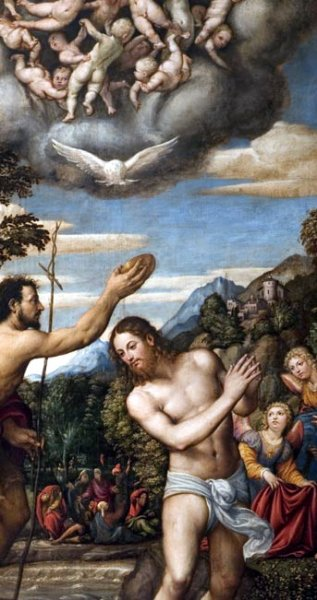
Botezul lui Cristos de Amalteo

## Monumente funerare
- dogele Andrea Contarini (d. 1382)
- Giovanni Falier
- Francesco Morosini
- Giacomo Surian
- Giovanni Gabrieli (d. 1612) mare compozitor venețian și organist la San Marco